# Liste de généraux français célèbres du XXe siècle
Cette liste contient les officiers généraux du XXe siècle suffisamment notoires pour disposer d'un article Wikipédia.
- Haut – A
- B
- C
- D
- E
- F
- G
- H
- I
- J
- K
- L
- M
- N
- O
- P
- Q
- R
- S
- T
- U
- V
- W
- X
- Y
- Z

## A
- Jean Mary Accart (1912-1992), général de corps aérien
- Henri Adeline (1898-1971), général de brigade
- Marcel Alessandri (1895-1968), général de division
- Valérie André (1922-2025), médecin général inspecteur, résistante, médecin et pilote, première femme de France élevée au grade de général.
- Gaston d'Armau de Pouydraguin (1862-1949), général de division
- René Audran (1929-1985), ingénieur général de l'armement, assassiné le 25 janvier 1985.
- Paul Aussaresses (1918-2013), général de brigade
- Paul Azan (1874-1951), général de corps d'armée, ancien chef du Service Historique de la Défense

- Haut – A
- B
- C
- D
- E
- F
- G
- H
- I
- J
- K
- L
- M
- N
- O
- P
- Q
- R
- S
- T
- U
- V
- W
- X
- Y
- Z

## B
- Jean Baguenault de Viéville (1902-1987), général de brigade
- Charles Bapst (1890–1979), général de brigade
- Maurice de Barescut (1865-1960)
- Joseph-Édouard Barès (1872-1954), général d'armée aérienne, pionnier de l'aviation militaire et chef d'état-major de l'armée de l'air à trois reprises
- Georges Barré (1886-1970), général de corps d'armée
- Michel Barro, général de corps d'armée, ancien directeur de la Direction de la protection et de la sécurité de la défense (2002-2005), ancien commandant de l'Eurofor, ancien commandant de l'État-major de force n° 3, ancien commandant de la 6e brigade légère blindée, et ancien chef de corps du 1er régiment de spahis (1989-1991)
- Jacques de Barry (1922-2003), général d'armée, gouverneur militaire de Paris, secrétaire général de la Défense nationale
- Georges Bastien (1868-1949), général de division, promotion Saint-Cyr de Tombouctou, commandant de la 36e division d'infanterie
- Jules Augustin Williams Léon Battesti (1858-1914), général de brigade, commandait en 1914, la 52e division de réserve de Reims. Il tomba glorieusement, le 25 septembre 1914, en défendant Reims
- Georges de Bazelaire (1858-1954), général de division, commandant la 27e division d'infanterie puis le 7e Corps d'Armée durant la 1re guerre mondiale
- Maurice de Bazelaire de Ruppierre (1878-1966), général de division, commandant la 4e division d'infanterie coloniale (1939-1940)
- Jean Charles Bellec (1920-2002), général de brigade
- Henri Bentégeat (1946-), général d'armée
- Louis Bernard (1864-1955), X.1884, général de division
- Henri Berthelot (1861-1931), général d'armée
- Émile Bertin (1840-1924), ingénieur général de 1re classe du génie maritime
- Antoine Béthouart (1889-1982), général d'armée
- Léon de Beylié (1849-1910), général de brigade mort dans un naufrage sur le Mékong
- Marcel Bigeard (1916-2010), général de corps d'armée
- Gaston Billotte (1875-1940), décédé sur le front des suites d'un accident de voiture; père du suivant
- Pierre Billotte (1906-1992), général de division; fils du précédent
- Clément Blanc (1897-1982), général d'armée, chef d'État-Major de l'Armée de Terre
- Yves de Boisboissel (1886-1960), général de corps d'armée
- Robert Boissau, général de division, promotion Saint-Cyr du Centenaire d’Austerlitz, commandant de la 44e division d'infanterie lors de la campagne de 1940
- Alain de Boissieu (1914-2006), général d'armée
- Gaëtan Bonnier (1857-1944), général de division des troupes coloniales
- Pierre Paul Bonnefond (1887-1947), général de brigade
- Jean Bouffet (1882-1940) général de corps d'armée, mort pour la France
- Gabriel Bougrain (1882-1966), général de division
- François René Boullaire (1870-1935), général de division
- Gabriel Bourgund, général de division
- Frédéric Edmond Bourdériat (1857-1921), général de division
- Henri de Bordas (1921-2011), général de corps aérien
- Victor Bourret (1877-1949), général d'armée
- Pierre Bouvarre  (1910-1997) général de division aérienne promotion du Tafilalet, en 39/40 capitaine d'escadrille  du III/7  sur MS 406
- Pierre Boyer de Latour du Moulin (1896-1976), général d'armée, grand-croix de la Légion d'honneur
- Jacques Branet (1915-1969), général de brigade
- Georges Brissaud-Desmaillet (1869-1948), général de division
- Diego Brosset (1898-1944), général de division
- Marie Germain Christian Bruneau (1883-1953), général de brigade
- Edmond Buat (1868-1923), général de division
- Georges Buis (1912-1998), général de corps d'armée
- François Buttner (1917- 1988), général de corps d'armée

- Haut – A
- B
- C
- D
- E
- F
- G
- H
- I
- J
- K
- L
- M
- N
- O
- P
- Q
- R
- S
- T
- U
- V
- W
- X
- Y
- Z

## C
- Jean Callies (1896-1986), général d'armée
- François Henri Robert Jules Capdepont (1864-1932), général de division
- Marcel Carpentier (1895-1977), général d'armée
- Abdon Robert Casso (1912-2002), général de brigade, commandant historique de la BSPP
- Édouard de Castelnau (1851-1944), général d'armée
- Christian de La Croix de Castries (1902-1991), général de division
- Georges Catroux, (1877-1969), général d’armée
- Jacques Chaban-Delmas (1915-2000), général de brigade
- Rémy-Alphonse Chabord (1867-1942), général de division[1]
- Maurice Challe (1905-1979), général d'armée
- René Chambe (1889-1983), général de division aérienne
- Raoul Chavialle (1897-1991), médecin général inspecteur
- Raymond Chomel (1897-1989), général de corps d'armée
- Henri Claudon (1864-1935), général de brigade
- Philippe Clave (1916-1996), général d'armée
- René Cogny, général de corps d'armée
- Jean Compagnon (1916-2010), général de corps d’armée
- Louis Conneau (1856-1930), général de division
- Jacques Conq (1941-1999), général de division
- Étienne Copel (1935-), général de brigade
- André Georges Corap (1878-1953), général d'armée
- Charles Corvisart (1857-1939)
- Jean Cot (1934-), général d'armée
- Pierre Crousillac (1921-2011), général de corps d'armée
- Bruno Cuche (1948-), général d'armée
- Jean Cuq (1927-2007), général de corps d'armée[2]

- Haut – A
- B
- C
- D
- E
- F
- G
- H
- I
- J
- K
- L
- M
- N
- O
- P
- Q
- R
- S
- T
- U
- V
- W
- X
- Y
- Z

## D
- Jean Baptiste Jules Dalstein (1845-1923), général de division
- Raymond Debenedetti (1901-1969), médecin général inspecteur, directeur central du Service de santé des armées de 1956 à 1963.
- Jules Décamp (1886-1965), général de corps d'armée, chef du cabinet militaire d'Édouard Daladier
- Jean-Marie Degoutte (1866-1938), général de division
- Jacques-Philippe Dehollain (1913-2008), général de brigade, Commandeur de la Légion d'honneur
- Pierre Dejussieu-Pontcarral (1898-1984), général de corps d'armée
- Jean Delaunay, (1923-2019), général d'armée, ancien chef de l'état-major de l'Armée de terre française du 1er octobre 1980 au 9 mars 1983
- Jean-Louis Delayen (1921-2002), général de brigade, grand-croix de la Légion d'honneur.
- Georges Demetz (1865-1942), général de division
- Victor Denain (1880-1952), général d'aviation, chef d'État-major de l'armée de l'air, ministre de l'Air
- Henri Dentz (1881-1945), général d'armée
- Paul Détrie (1872-1962), général de division, Grand Officier de la Légion d'Honneur
- Alfred Dodds (1842-1922), général de division, grand-croix de la Légion d'Honneur
- Frédéric Donet (1891-1980) dit « Laflèche », général de brigade, Grand Officier de la Légion d'Honneur
- Jean-Philippe Douin (1940-), général d'aviation, chef d'État-major de l'armée de l'air, chef d'état-major des armées[3]
- Aimé Doumenc (1880-1947), général d'armée
- Édouard Duseigneur (1882-1940), général d'aviation, membre de la Cagoule[4]
- Raymond Duval (1894-1955), général d'armée
- Louis Dio (1908-1994), général d'armée.

- Haut – A
- B
- C
- D
- E
- F
- G
- H
- I
- J
- K
- L
- M
- N
- O
- P
- Q
- R
- S
- T
- U
- V
- W
- X
- Y
- Z

## E
- Antoine-Achille d'Exéa-Doumerc (1807-1902), général de corps d'armée, grand'croix de la Légion d'honneur
- Max Éraud, général de brigade

- Haut – A
- B
- C
- D
- E
- F
- G
- H
- I
- J
- K
- L
- M
- N
- O
- P
- Q
- R
- S
- T
- U
- V
- W
- X
- Y
- Z

## F
- Bertrand Fagalde (1878-1966), général de corps d'armée
- Benoît-Léon Fornel de La Laurencie (1879-1958), général de division
- Joseph Anthelme Fournier (1854-1928), général de brigade, camp retranché de Maubeuge en 1914
- Gustave-Paul Fraisse (1861-1941), général de brigade
- Aubert Frère (1881-1944), général d'armée
- Jean-Claude Fuhr (1920-2012), général de corps d'armée[5]

- Haut – A
- B
- C
- D
- E
- F
- G
- H
- I
- J
- K
- L
- M
- N
- O
- P
- Q
- R
- S
- T
- U
- V
- W
- X
- Y
- Z

## G
- Alfred Galopin (1852 - 1931), général de division
- Maurice Gamelin (1872 - 1958), généralissime des Forces armées françaises 1940
- Paul Gandoët (1902-1995), général de corps d'armée, grand-croix de la Légion d'honneur et de l'ordre national du Mérite
- Charles de Gaulle (1890-1970), général de brigade à titre temporaire (définitivement), président de la République française
- Alphonse Georges (1875-1951), général d'armée
- Jean-Louis Georgelin (1948-2023), général d'armée, chef d'état-major des armées (2006-2010)
- Auguste Clément Gérôme, (1857-1919), général de brigade servit à l'Armée française d'Orient
- Jean Gilles (1904-1961), général de corps d'armée, Grand-Croix de la Légion d'honneur, 18 citations
- Roland Gilles (1954-), général d'armée de gendarmerie, ancien directeur général de la gendarmerie nationale, ambassadeur de France en Bosnie
- Henri Giraud (1879-1949), général d'armée, Armée d'Afrique, chef du Commandement en chef français civil et militaire d'Alger, coprésident avec de Gaulle du Comité français de Libération nationale, membre du Conseil supérieur de la guerre, député
- Joseph de Goislard de Monsabert, général d'armée, grand-croix de la Légion d'Honneur
- Henri Gouraud (1867-1946), général d'armée
- Christian Goutierre (1932-1986), général de brigade, mort pour la France.
- Louis de Goÿs de Mezeyrac (1876-1967), général d'armée aérienne
- Antoine Gramat (1866-1924), général de division
- Louis Granier de Cassagnac (1848-1930), général de brigade
- Yves Gras (1921-2006), général
- Jean César Graziani (1859-1932), général de division
- Léon Grégoire (1861-1933), général de division, grand officier de la Légion d'honneur
- Georges Grillot (1926-), général de brigade, grand-croix de la Légion d'honneur et de l'ordre national du Mérite
- Paul Grossin (1901-1990), général d'armée, directeur général du SDECE (1957-1962)
- Maurice Guillaume (1886-1961), général de brigade du cadre de réserve, journaliste
- Augustin Guillaume,  général d'armée, chef d'état-major des armées, grand-croix de la Légion d'honneur et médaillé militaire
- Jacques de Guillebon (1909-1985), général de corps d'armée

- Haut – A
- B
- C
- D
- E
- F
- G
- H
- I
- J
- K
- L
- M
- N
- O
- P
- Q
- R
- S
- T
- U
- V
- W
- X
- Y
- Z

## H
- Jean-Pierre Hallo (1915-2000), général de brigade, commandeur de la Légion d'honneur
- Gilbert Henry (1920-2013), général de brigade
- Maurice Henry, (1919-2014), général de corps d'armée, grand-croix de la Légion d'honneur, grand-croix de l'ordre national du Mérite
- Pierre Héring (1874-1963), général d'armée
- Frédéric-Georges Herr (1855-1932), général de division
- Auguste Edouard Hirschauer (1857-1943), général de division
- Christian Houdet (1955-), général de brigade, officier de la Légion d'honneur
- Furcy Houdet (1927-), général d'armée, grand officier de la Légion d'honneur
- Bertrand Huchet de Quénetain, (1911-1983), général de division[6]
- Ludovic Hurault de Vibraye (1845-1929), général de brigade (1904), commandeur de la Légion d'honneur

- Haut – A
- B
- C
- D
- E
- F
- G
- H
- I
- J
- K
- L
- M
- N
- O
- P
- Q
- R
- S
- T
- U
- V
- W
- X
- Y
- Z

## I
- René Imbot (1925-2007), général d'armée, grand-croix de la Légion d'honneur
- Elrick Irastorza (1950-), général d'armée, chef d'état-major de l'Armée de terre

- Haut – A
- B
- C
- D
- E
- F
- G
- H
- I
- J
- K
- L
- M
- N
- O
- P
- Q
- R
- S
- T
- U
- V
- W
- X
- Y
- Z

## J
- François Jacob (1920-2013), général de corps d'armée
- Bernard Janvier (1939-), général d'armée
- Pierre-Elie Jacquot (1902-1984), général d'armée
- Léon Jenoudet (1885-1972), général de brigade
- Paul Joalland (1870-1940), général de brigade
- Jean-Pierre Job, général d'armée aérienne
- Joseph Joffre (1852-1931), général de division, généralissime, commandant en chef des forces alliées, maréchal de France
- Joseph Henri Mensier (1829-1917), général de division
- Edmond Jouhaud, général d'armée aérienne (1905 - 1995), grand officier de la Légion d'honneur
- Michel Jouslin de Noray (1929-), général de division
- Dominique Jouslin de Noray (1932-2015), général de brigade
- Alain Jouslin de Noray (1935-), général de division
- Philippe Jouslin de Noray (1936-2021), général de brigade aérienne
- Olivier Jouslin de Noray (1940-), général de brigade
- Christian Jouslin de Noray (1966-), général de corps d'armée
- Alphonse Juin (1888-1967), général d'armée, maréchal de France

- Haut – A
- B
- C
- D
- E
- F
- G
- H
- I
- J
- K
- L
- M
- N
- O
- P
- Q
- R
- S
- T
- U
- V
- W
- X
- Y
- Z

## K
- Louis Kahn (1895-1967), ingénieur général de 1re classe du génie maritime, membre des Forces navales françaises libres, directeur central des constructions et armes navales.
- Paul Kauffer (1870-1941), général de brigade
- Jean-Pierre Kelche (1942-), général d'armée, grand chancelier de l'Ordre de la Légion d'honneur de 2004 à 2010
- Marie-Pierre Kœnig, (1898-1970), général d'armée, maréchal de France (en 1984, à titre posthume)

- Haut – A
- B
- C
- D
- E
- F
- G
- H
- I
- J
- K
- L
- M
- N
- O
- P
- Q
- R
- S
- T
- U
- V
- W
- X
- Y
- Z

## L
- Georges de la Ferté-Sénectère (1913-1992), général de brigade, grand officier de la légion d'honneur
- Gustave Paul Lacapelle (1869-1942), général de division
- Édouard Laffon de Ladebat, (1849-1925), général de division
- Bernard de La Follye de Joux, (1925-1986), arme blindée-cavalerie, général de brigade
- Charles de Lardemelle (1867-1935), général de division
- Paul Lardry, général d'armée (1928-2012), grand croix de la légion d'honneur
- Edgard de Larminat (1895-1962), général d'armée
- Jean-Baptiste Lasserre (1852-1939), général de division
- Jean de Lattre de Tassigny (1889-1952), général d'armée, maréchal de France (en 1952, à titre posthume)
- Émile Laure (1881-1957), général d'armée
- Georges Leblanc (1896-1989), général de corps d'armée,  vingt-quatre citations, grand-croix de la légion d'honneur
- Lucien Le Boudec, (1923-2013) général de brigade, grand-croix de la légion d'honneur
- Guy Le Borgne (1920-2007), général de corps d'armée
- Philippe Leclerc de Hauteclocque (1902-1947), général d'armée, maréchal de France (en 1952, à titre posthume)
- Gérard Lecointe (1912-2009), général de corps d'armée, Commandant en chef des Forces françaises en Allemagne
- Paul Legentilhomme (1884-1975), général d'armée
- Alain Le Ray (1910-2007), général de corps d'armée

- Haut – A
- B
- C
- D
- E
- F
- G
- H
- I
- J
- K
- L
- M
- N
- O
- P
- Q
- R
- S
- T
- U
- V
- W
- X
- Y
- Z

## M
- Raoul Magrin-Vernerey dit Ralph Monclar (1892-1964), général de corps d'armée
- Charles-Arthur Maitrot (1849-1924), général de brigade, grand officier de la Légion d'honneur
- Georges Marchand (1881-1968), général de brigade, commandeur de la Légion d'honneur
- Alain de Maricourt (1909-1999), général de corps aérien, grand officier de la Légion d'honneur
- Guy de Marin de Montmarin, (1875-1942), cavalier, général de corps d'armée, grand officier de la Légion d'honneur
- Henry Martin (1888-1984), général de corps d'armée
- Julien François René Martin (1881-1973), général de corps d'armée, grand officier de la Légion d'Honneur
- François Masnou, général de résistance (O.R.A)  dit "le Gall"
- Jacques Massu (1908-2002), général d'armée
- Charles Mast (1889-1977), général de division
- Paul Maubert (1899-1992), général de brigade, commandeur de la Légion d'honneur
- Louis Ernest de Maud'huy (1857-1921), général de corps d'armée
- François Maurin (1918-), général d'armée aérienne
- Philippe Maurin (1913-2008)[7]
- Joseph Henry Mensier (1829-1917), général de division
- Gustave Mesny (1886-1945), général de brigade, mort pour la France[8]
- Jacques Mignaux, général d'armée de gendarmerie, directeur général de la gendarmerie nationale
- Eugène Mittelhauser (1873-1949), général d'armée
- Jacques Mitterrand (1918-2009), général d'armée aérienne
- Jean Mollard, général de division
- Henri Mordacq (1868-1943), général de corps d'armée, chef de cabinet militaire de Clemenceau de 1917 à 1920, grand officier de la Légion d'honneur
- Philippe Morillon (1935-), général d'armée
- Jean Murat (1922-2021), général de division, grand-croix de la Légion d'honneur et de l'ordre national du Mérite

- Haut – A
- B
- C
- D
- E
- F
- G
- H
- I
- J
- K
- L
- M
- N
- O
- P
- Q
- R
- S
- T
- U
- V
- W
- X
- Y
- Z

## N
- Hervé Navereau (1929-), général d'armée
- Robert Georges Nivelle (1856-1924), généralissime, commandant en chef des armées françaises
- Roger Noiret (1895-1976), Général d'armée (1954). Commandant en chef des forces françaises en Allemagne (1951), grand-croix de la Légion d'honneur, président du comité militaire des parlementaires de l’OTAN. Député des Ardennes
- Bernard Norlain (1939-), général d'armée
- Alphonse Nudant (1861-1952), général de division, grand officier de la Légion d'honneur, chef de la Commission d'armistice interalliée à Spa[9],[10]

- Haut – A
- B
- C
- D
- E
- F
- G
- H
- I
- J
- K
- L
- M
- N
- O
- P
- Q
- R
- S
- T
- U
- V
- W
- X
- Y
- Z

## O
- Jean Olié (1904-2003), général d'armée, chef d’état-major général de la défense nationale, grand-croix de la Légion d'honneur
- Henri d'Ollone (1868-1945), général de brigade, grand officier de la Légion d'honneur
- René Olry (1880-1944), général d'armée
- Paul Ortoli (1900-1979), amiral, grand-croix de la Légion d'honneur, compagnon de la Libération

- Haut – A
- B
- C
- D
- E
- F
- G
- H
- I
- J
- K
- L
- M
- N
- O
- P
- Q
- R
- S
- T
- U
- V
- W
- X
- Y
- Z

## P
- Jean-Paul Paloméros, général d'armée aérienne
- Jacques Pâris de Bollardière (1907-1986), général de brigade
- Gaston Parlange (1897-1972),  général de division, grand-croix de la légion d'honneur
- Marie Jean Auguste Paulinier (1861-1927), général de division
- Maurice Pellé (1863-1924), général de division.
- Hippolyte-Alphonse Pénet, général de division, commandant la 12e division d'infanterie (avril 1917)
- Roger Pessidous (1933 -), général d'armée aérienne
- Philippe Pétain (1856-1951), général de division, maréchal de France de 1918 à 1945
- Henri Poeymirau (1869-1924), général de division dont la carrière s'est déroulée au Maroc
- Lucien Poirier (1918-2013), général de réserve, théoricien de la guerre nucléaire
- Arthur Joseph Poline (1852-1934), général d'armée
- Henri Poncet (1949 -), général de corps d'armée
- Joseph de La Porte du Theil (1884-1976), général de brigade
- Gaston Prételat (1874-1969), général d'armée, médaillé militaire, grand-croix de la légion d'honneur
- René Prioux (1879-1953), général d'armée
- Benoît Puga (1953-), général d'armée
- Henri Putz (1859-1925), général de corps d'armée

- Haut – A
- B
- C
- D
- E
- F
- G
- H
- I
- J
- K
- L
- M
- N
- O
- P
- Q
- R
- S
- T
- U
- V
- W
- X
- Y
- Z

## R
- Ahmed Rafa (1906-1998), général de brigade
- Jean Raoux (1916-2004), général de brigade
- Henry de Rancourt de Mimérand (1910-1992), général de corps aérien [11]
- Édouard Réquin (1879-1953), général d'armée
- Henri Rieunier (1833-1918), officier général, grand-croix de la Légion d'honneur, décoré de la médaille militaire, ministre et député
- Pierre Robert de Saint-Vincent (1882-1954), général de corps d'armée, grand officier de la Légion d'honneur, Juste parmi les nations.
- Philippe Rondot (1936-2017), général de division

- Pierre Rondot (1904-2000), général de brigade, père du précédent
- Michel Roquejeoffre (1933-), général d'armée
- Pierre Auguste Roques (1856-1920), général de division
- Marc Rouvillois (1903-1986), général de brigade

- Haut – A
- B
- C
- D
- E
- F
- G
- H
- I
- J
- K
- L
- M
- N
- O
- P
- Q
- R
- S
- T
- U
- V
- W
- X
- Y
- Z

## S
- Raoul Salan (1899-1984), général d’armée et grand-croix de la Légion d’honneur
- Maurice Sarrail (1856-1929), général d'armée
- Charles Saski, (1850-1913), général de brigade
- Henri Sauvagnac, général de division
- Maurice Schmitt (1930-), général d'armée
- Marcel Serret (1867-1916), général de division, mort pour la France
- Jean Simon (1912-2003), général d'armée
- Louis-Auguste-Didier Souchier (1853-1946), général de division
- Paul Stehlin (1907-1975), général d'armée aérienne
- Jacques Stosskopf (1898-1944), ingénieur général du génie maritime, mort pour la France
- Jacques Théodore Saconney, (1931-1934) général de division

- Haut – A
- B
- C
- D
- E
- F
- G
- H
- I
- J
- K
- L
- M
- N
- O
- P
- Q
- R
- S
- T
- U
- V
- W
- X
- Y
- Z

## T
- Georges Tabouis (1867-1958), général de division, grand officier de la Légion d'honneur

- Haut – A
- B
- C
- D
- E
- F
- G
- H
- I
- J
- K
- L
- M
- N
- O
- P
- Q
- R
- S
- T
- U
- V
- W
- X
- Y
- Z

## U
- Haut – A
- B
- C
- D
- E
- F
- G
- H
- I
- J
- K
- L
- M
- N
- O
- P
- Q
- R
- S
- T
- U
- V
- W
- X
- Y
- Z

## V
- Marcel Valentin (1946-), général d'armée, grand officier de la Légion d'honneur, officier de l'ordre national du Mérite
- Martial Valin (1898-1980), général d'armée aérienne
- Jean Vallette d'Osia (1898-2000), général de corps d'armée, grand-croix de la Légion d'honneur
- Pierre des Vallières (1868-1918), général de brigade
- Paul Vanuxem (1904-1979), général de brigade
- Joseph de Verdilhac (1883-1963), général de division
- Martial Justin Verraux (1855-1939), général de division
- Félix de Vial (1863-1949), général de brigade, grand officier de la Légion d'honneur
- François de Villeméjane (1852-1941), général de division
- Pierre Vincent (1914-2015), général de brigade, grand officier de la Légion d'honneur
- Henry du Fresne de Virel (1898-1945), général de brigade, mort en déportation (Stassfurt)
- Camille Viotte (1871-1928), général de brigade, commandeur de Saint Michel et Saint Georges.

- Haut – A
- B
- C
- D
- E
- F
- G
- H
- I
- J
- K
- L
- M
- N
- O
- P
- Q
- R
- S
- T
- U
- V
- W
- X
- Y
- Z

## W
- Maxime Weygand (1867-1965), général d'armée
- Richard Wolsztynski, général d'armée aérienne

- Haut – A
- B
- C
- D
- E
- F
- G
- H
- I
- J
- K
- L
- M
- N
- O
- P
- Q
- R
- S
- T
- U
- V
- W
- X
- Y
- Z

## Z
- André Zeller (1898-1979), général d'armée
- Émile Zimmer (1851-1925), général de corps d'armée
- Xavier de Zuchowicz (1948-), général de corps d'armée

## Sources sur le web
- Bureau des Officiers généraux: Présentation, Brèves mensuelles Ancien lien vers les brèves mensuels